# مرکز آموزش فنی فدرال مینا ژرایس

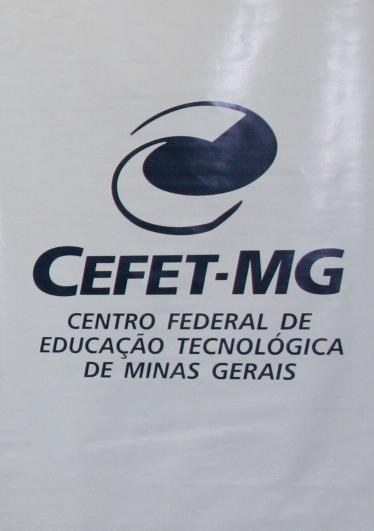
مرکز آموزش فنی فدرال مینا ژرایس

مرکز آموزش فنی فدرال مینا ژرایس CEFET-MG یک مرکز آموزشی است که در جنوبی‌ترین منطقه برزیل در ایالت مینا ژرایس قرار دارد. در این آموزشگاه فنی حرفه‌ای رشته‌های متفاوتی ارائه شده‌است. مرکز فدرال آموزش فنی حرفه‌ای مینا ژرایس دارای ۱۵۰۰۰ دانشجو، ۶۵۰ استاد دانشگاه و ۴۰۰ پرسنل است.